# Biest-Houtakker

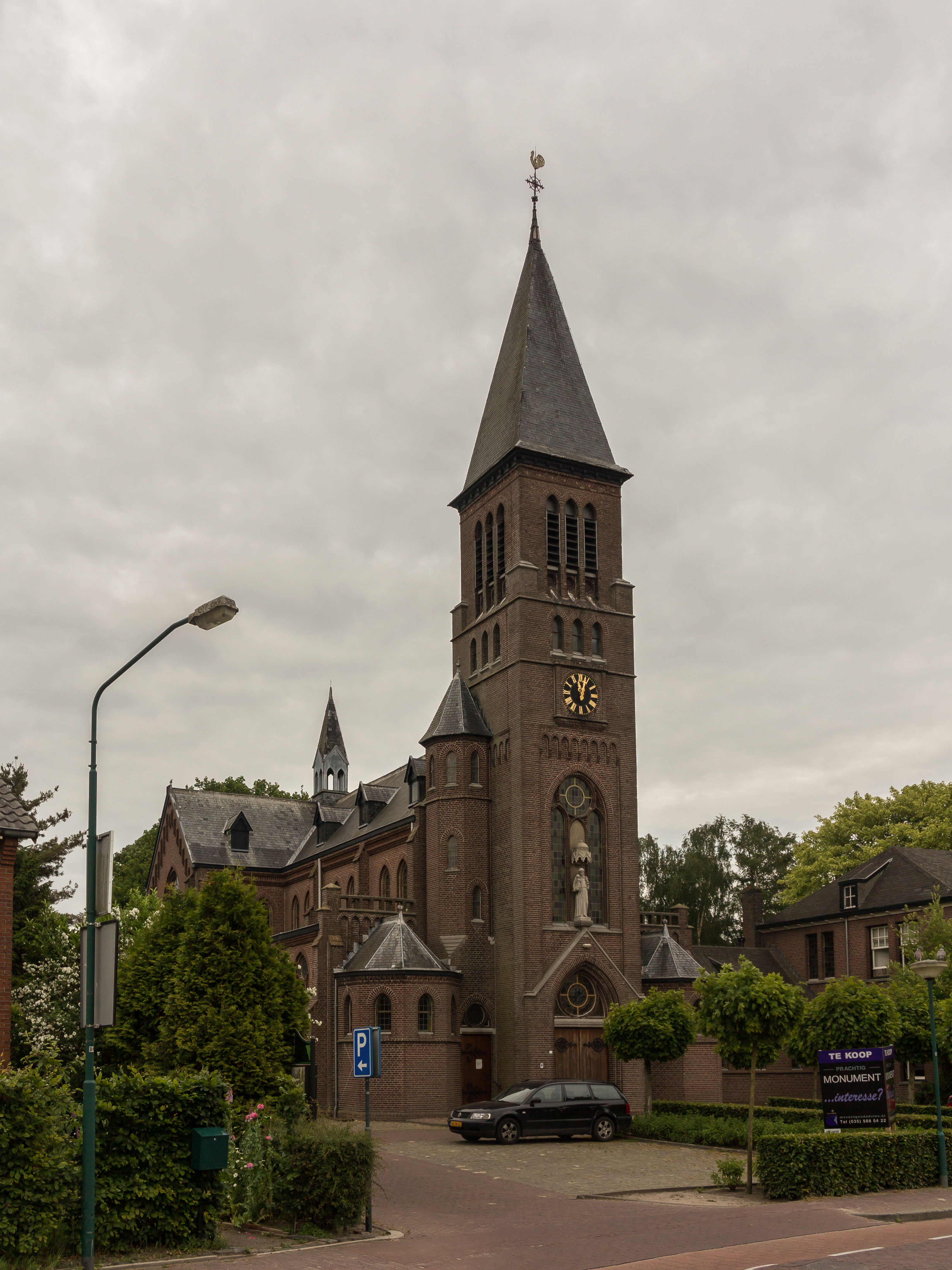
Église : de Sint Antonius van Paduakerk

Biest-Houtakker est un village situé dans la commune néerlandaise de Hilvarenbeek, dans la province du Brabant-Septentrional. En 2009, le village comptait environ 850 habitants.